# NewsRadio
NewsRadio (Radio Noticias en España) es una comedia de situación estadounidense creada por Paul Simms y emitida por la cadena NBC desde 1995 hasta 1999, y que relata la historia de la vida laboral del personal de WNYX, una ficticia  de Nueva York. Su reparto estaba compuesto por Dave Foley, Stephen Root, Andy Dick, Joe Rogan, Maura Tierney, Vicki Lewis, Khandi Alexander y Phil Hartman en su último papel regular antes de su muerte. Jon Lovitz se encargó después la muerte de Hartman.
La serie se basaba en secuencias de ritmo rápido y elenco combinando humor físico y gags visuales con diálogos inteligentes y argumentos absurdos. En ella se solía utilizar de forma satírica acontecimientos históricos, noticias y referencias de la cultura popular, de forma atractiva para un público sofisticado, particularmente con objetivo en población con educación universitaria. Los finales de la tercera y cuarta temporadas tomaron el absurdismo al extremo: el establecimiento de los primeros personajes en una estación de noticias de radio en el espacio exterior, y luego como miembros de la tripulación a bordo del Titanic. Sin embargo, y a pesar de recibir una alabanza de la crítica, la serie tuvo un éxito moderado de audiencia, fruto de un conflicto entre el productor de la serie y los ejecutivos de NBC.

## Sinopsis
La serie se desarrolla en WNYX, una estación de radioemisora de noticias AM de la ciudad de Nueva York, liderada por el excéntrico y extrovertido propietario Jimmy James (Stephen Root) y compuesto por un equipo conformado por el egocéntrico conductor de noticias Bill McNeal (Phil Hartman), la obsesiva periodista Liza Miller (Maura Tierney), la conductora Catherine Duke (Khandi Alexander), la secretaria Beth (Vicki Lewis), el torpe reportero Matthew Brock (Andy Dick) y el electricista Joe Garrelli (Joe Rogan). El episodio piloto parte con la llegada del nuevo director de noticias Dave Nelson (Dave Foley) que, a pesar de su apariencia juvenil, y que resulta ser menos ingenuo de lo que parece ser, nunca obtiene el control total de sus compañeros de trabajo.

## Producción
Creada y producida por Paul Simms, la impronta de este en NewsRadio fue muy clara. Simms, que había trabajado anteriormente en el satírico The Larry Sanders Show, produjo gran parte de los guiones de la serie, destacándose por su consistencia y humor. A su vez, el elenco elegido para protagonizar la serie permitió elevar enormemente la calidad humorística de la serie, a pesar de que no era muy conocido para el público estadounidense por entonces: los más famosos eran Phil Hartman, veterano de Saturday Night Live, y Dave Foley, ex-protagonista de The Kids In The Hall. A ellos se les unió Maura Tierney, Andy Dick, Vicki Lewis, Joe Rogan, Khandi Alexander y Stephen Root, completando el reparto.
Sin embargo, NBC nunca le dio al programa un espacio de tiempo propio, moviendo su horario once veces durante sus cinco temporadas. Lo anterior se atribuye al conflicto surgido entre Simms y los ejecutivos de la cadena televisora, que determinaron la dificultad de la serie tanto para mantener un horario como índice de audiencia estable.
Durante una entrevista realizada en abril de 1997 para la revista Rolling Stone, Simms se refirió a los ejecutivos de NBC como "imbéciles" y a la alineación de programas del día jueves como un "sándwich de mierda de dos pisos".

Como si eso no fuera suficiente, Simms se quejó de que el jefe de programación Preston Beckman odiaba el espectáculo, pensó que los personajes eran demasiado malos, y dijo que la NBC le había informado que "no es suficiente para un programa estar bien escrito y actuar bien. Se trata de estrellas.

Luego de la entrevista realizada para Rolling Stone, Simms debió salir a pedir disculpas, debido a que NBC había decidido renovar NewsRadio para una cuarta temporada. Sin embargo, el conflicto entre la red y la creatividad no fue algo nuevo. Lo curioso del caso de NewsRadio es que el conflicto afectó la percepción que Simms tenía de la mirada de NBC sobre la serie, aunque, claramente, los argumentos fueron en dirección contraria a los requerimientos que pedía NBC. Los casos más notables fueron la relación entre el director de noticias Dave Nelson y la productora Lisa Miller, que la televisora quería levantar de la misma forma que se hizo con la relación entre Sam Malone (Ted Danson) y Diane Chambers (Shelley Long) en la serie Cheers, los guiones de Simms determinaron el quiebre de Dave y Lisa; el del episodio "Rat Funeral" que, luego que NBC solicitara un argumento que involucrara un funeral, el guion del episodio lo hizo, pero en relación con una rata; el episodio "Mistake", donde Dave realiza comentarios despectivos en una entrevista realizada para una revista, molestando al personal; "Bitch Session", donde el personal se mofa de Dave a sus espaldas; y "Sinking Ship", final de la cuarta temporada", donde el posible final de la serie fue inmortalizado como si la radio fuera el Titanic.
Hubo un total de 97 episodios.

### Sindicación
Las repeticiones continuaron en sindicación durante varios años antes de desaparecer en la mayoría de los mercados, emitiéndose en A&E Network, Nick at Nite y TBS Networks en Estados Unidos.

## Rátings en EE. UU.
| Temporada | Años en Emisión | Rating # | Audiencia (en millones) |
| 1.ª       | 1994–1995       | 39       | 11.4                    |
| 2.ª       | 1995–1996       | 39       | 10.6                    |
| 3.ª       | 1996–1997       | 92       | 7.0                     |
| 4.ª       | 1997–1998       | 62       | 8.0                     |
| 5.ª       | 1998–1999       | 77       | 9.6                     |